# NGC 1460
NGC 1460 este o galaxie spirală situată în constelația Eridanul. A fost descoperită în 28 noiembrie 1837 de către John Herschel. Se află la o distanță de 19,77 megaparseci de Pământ.